# Internationale Luchthaven Basra
Basra International Airport is het op een na grootste vliegveld van Irak. Het vliegveld bevindt zich in de zuidelijke stad Basra

## Geschiedenis
Het vliegveld is gebouwd in de jaren 60 en is in de jaren 80 ontwikkeld door Saddam Hoessein als enige toegangspoort naar de enige haven van Irak. Dit project is ontwikkeld door het Europese bedrijf Strabag.

## 2003-heden
Het vliegveld is in juni 2005 heropend met een vlucht vanuit Bagdad met een Boeing 727. Dit was het begin van een nieuwe regionale dienst tussen Bagdad en Basra.
Er zijn nog steeds werkzaamheden aan de gang in en om het vliegveld. De faciliteiten die er in 2005 niet waren, zoals toiletten en airconditioning zijn er nu wel.
Het is in de stad relatief rustiger dan in Bagdad, vandaar dat er een aantal luchtvaartmaatschappijen uit Europa diensten willen beginnen vanuit Basra.

## Luchtvaartmaatschappijen en bestemmingen
| Luchtvaartmaatschappij | Bestemmingen                                                       |
| ---------------------- | ------------------------------------------------------------------ |
| AVE.com                | Sharjah                                                            |
| Jupiter Airlines       | Dubai                                                              |
| Iraqi Airways          | Amman, Baghdad, Beiroet, Damascus, Dubai, Erbil, Oman, Sulaymaniah |
| Royal Jordanian        | Amman                                                              |
| Turkish Airlines       | Istanbul                                                           |
| Emirates               | Dubai                                                              |